# قصور القلب الحاد اللا تعويضي
قصور القلب الحاد اللا تعويضي ( ADHF ) هو تفاقم مفاجئ لعلامات وأعراض قصور القلب، والذي يتضمن عادة صعوبة في التنفس ( ضيق التنفس ) وتورم في الساق أو القدمين والتعب.  ADHF هو سبب شائع وربما خطير للاضطراب التنفسي الحاد. سبب هذه الحالة هو احتقان شديد للأعضاء المتعددة بواسطة سائل لا يتم تداوله بشكل كافٍ بواسطة القلب الفاشل. يمكن أن يحدث أي هجوم للا تعويض بسبب مرض طبي كامن، مثل النوبة القلب، أو إيقاع القلب غير الطبيعي، أو العدوى، أو مرض الغدة الدرقية.
يتكون العلاج من تقليل مستوى السائل مع مدرات البول وتحسين وظائف القلب مع الموسعات الوعائية النترية، أو ليفوسيمندان ؛ قد تكون هناك حاجة أيضًا إلى علاجات أخرى مثل الترشيح الفائق للطلاء المائي.

## العلامات والأعراض
صعوبة في التنفس، وهي أحد الأعراض الرئيسية لفشل البطين الأيسر، وقد تظهر بشكل متزايد مع شدة متزايدة على النحو التالي:
- صعوبة في التنفس مع النشاط البدني (ضيق التنفس)
- صعوبة في التنفس أثناء الاستلقاء ( ضيق النفس الاضطجاعي )
- حلقات الاستيقاظ من النوم ولهث الهواء ( ضيق التنفس الليلي الانتيابي )
- وذمة رئوية حادة

تشمل الأعراض القلبية الأخرى لفشل القلب ألم / ضغط الصدر والخفقان. تشمل الأعراض الشائعة غير القلبية وأعراض قصور القلب فقدان الشهية والغثيان وفقدان الوزن والانتفاخ والإرهاق والضعف وانخفاض إنتاج البول والاستيقاظ في الليل للتبول وأعراض الدماغ بدرجات متفاوتة تتراوح من القلق إلى ضعف الذاكرة والارتباك. 

## الأسباب
قصور القلب المزمن المستقر قد لا يعوض بسهولة. ينتج هذا في الغالب عن مرض متداخل (مثل الالتهاب الرئوي ) أو احتشاء عضلة القلب (نوبة قلبية) أو إيقاعات القلب غير الطبيعية (مثل الرجفان الأذيني) أو ارتفاع ضغط الدم غير المنضبط أو فشل الشخص في الحفاظ على تقييد السوائل أو النظام الغذائي أو الأدوية.  تشمل العوامل الأخرى المعترف بها جيدًا فقر الدم وفرط نشاط الغدة الدرقية مما يضع ضغطًا إضافيًا على عضلة القلب. فرط تناول الملح والسوائل، والأدوية التي تسبب احتباس السوائل مثل مضادات الالتهاب اللاستيروئيدية وثيازيدوليديون، قد يعجل أيضا بعدم التعويض. 
يمكن أن يؤدي احتشاء عضلة القلب الحاد إلى حدوث قصور القلب الحاد اللا تعويضي ويتطلب إعادة التوعي الناشئ مع التخثرات أو التدخل التاجي عن طريق الجلد أو ترقيع الشريان التاجي.

## التشخيص

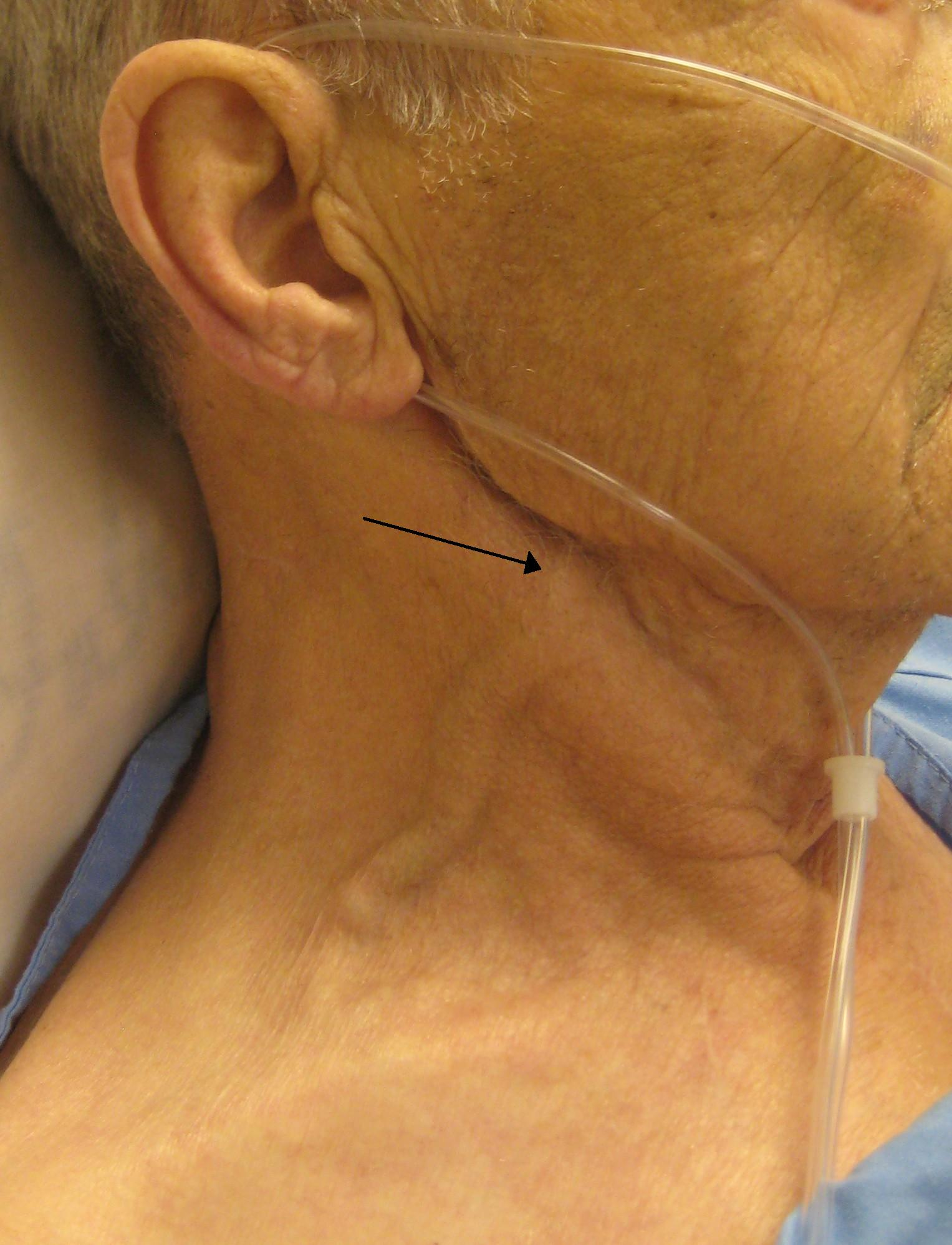
رجل يعاني من قصور القلب الاحتقاني والتضخم الوريدي الوداجي. الوريد الوداجي الخارجي يتميز بسهم.

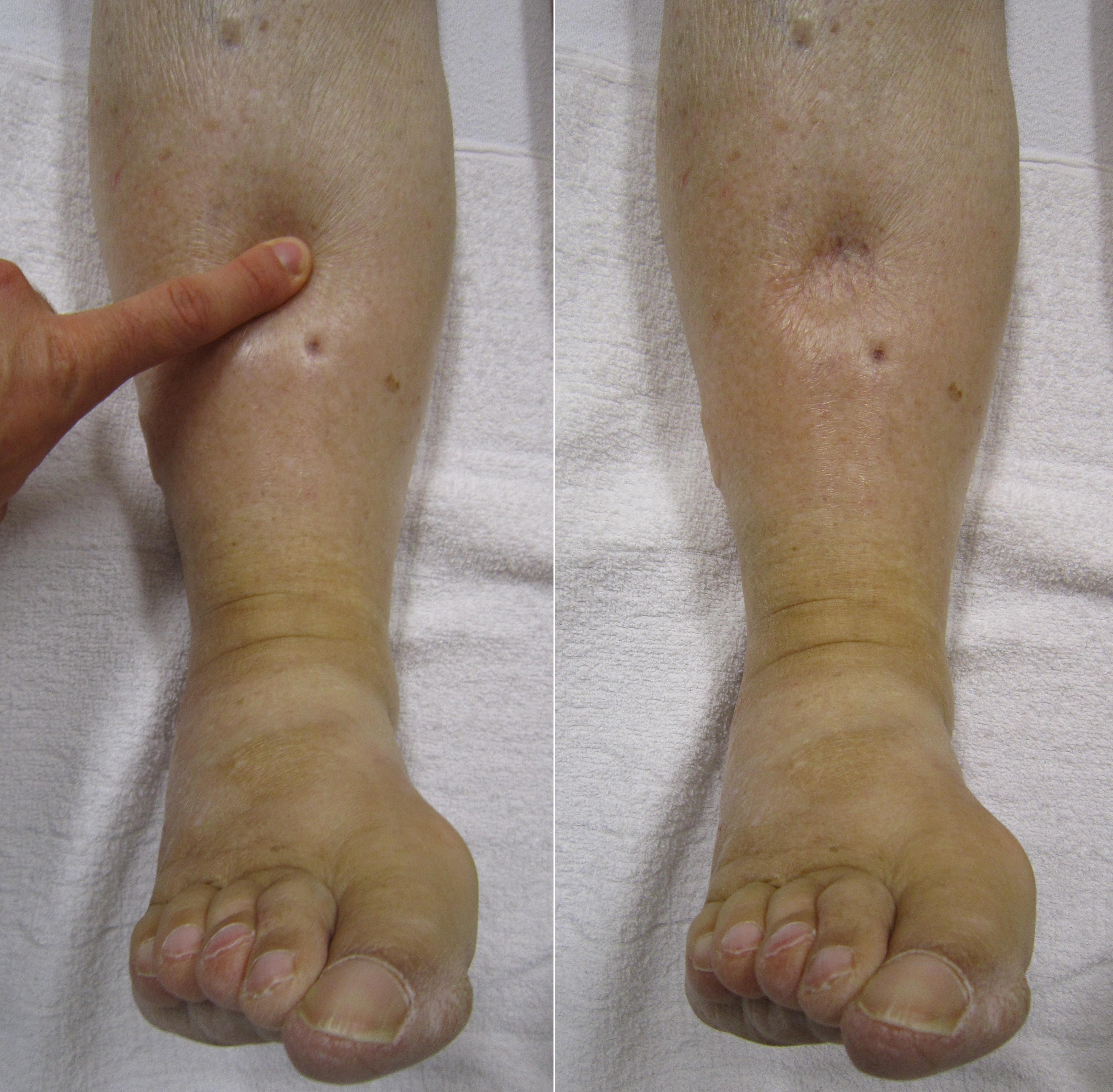
وذمة دواسة أثناء وبعد تطبيق الضغط على الجلد.

الضغط الوريدي الوداجي هو أكثر العلامات السريرية حساسية لإزالة التعقيم الحاد. 

## العلاج
في قصور القلب الحاد اللا تعويضي، الهدف المباشر هو إعادة إرواء الأوكسجين وإيصاله إلى أعضاء الجسم. يستلزم ذلك ضمان أن يكون مجرى التنفس والتنفس والدورة الدموية كافيين. تتكون الإدارة من دعم رأس المريض، وإعطاء الأكسجين لتصحيح نقص الأكسجين، وإعطاء المورفين، ومدرات البول مثل فوروسيميد، إضافة مثبطات الإنزيم المحول للأنجيوتنسين، واستخدام النترات واستخدام الديجوكسين إذا كان ذلك مشيراً إلى قصور القلب وإذا كان عدم انتظام ضربات القلب. 

### أكسجين
يمكن إعطاء الأكسجين الإضافي إذا كانت مستويات الأكسجين في الدم منخفضة ؛ ومع ذلك، أوصت جمعية فشل القلب الأمريكية بعدم استخدامه بشكل روتيني. 

### الأدوية
يتضمن العلاج الأولي لفشل القلب الحاد اللا تعويضي عادةً مزيج ما من موسع للأوعية مثل النتروجليسرين ومدر للبول مثل حلقة فوروسيميد والتهوية الميكانيكية.
حتى في حالة عدم وجود أعراض لقصور القلب، يمكن استخدام الأدوية لعلاج الأعراض التي تواجهها. تعمل هذه الأدوية للسيطرة على هذه الأعراض وكذلك علاج المشاكل الصحية الأخرى التي قد تكون موجودة. يمكنهم العمل على تحسين نوعية الحياة، وإبطاء تقدم قصور القلب وتقليل خطر حدوث مضاعفات أخرى يمكن أن تحدث بسبب فشل القلب. من المهم جدًا تناول الأدوية المناسبة وفقًا لما يحدده الطبيب.
هناك حاجة إلى عدد من الأدوية المختلفة للأشخاص الذين يعانون من قصور القلب. تشمل الأنواع الشائعة من الأدوية الموصوفة لمرضى قصور القلب مثبطات الإنزيم المحول للأنجيوتنسين، موسعات الأوعية، حاصرات بيتا، الأسبرين، حاصرات قنوات الكالسيوم، أدوية خفض الكوليسترول مثل الستاتين. اعتمادًا على نوع الضرر الذي عانى منه المريض والسبب الكامن وراء قصور القلب، يمكن وصف أي من فئات الأدوية هذه أو مزيج منها. سيستخدم المرضى الذين يعانون من مشاكل في ضخ القلب مزيجًا مختلفًا من الأدوية مقارنة بأولئك الذين يعانون من مشاكل تتعلق بقدرة القلب على التعبئة بشكل صحيح أثناء الانبساط. يمكن أن تحدث تفاعلات دوائية خطرة عندما تختلط أدوية مختلفة مع بعضها البعض وتعمل ضد بعضها البعض. 

#### موسعات
غالبًا ما تستخدم النترات مثل النتروجليسرين كجزء من العلاج الأولي للـ ADHF.
هناك خيار آخر وهو النسيريتايد، على الرغم من أنه ينبغي فقط التفكير فيه إذا كان العلاج التقليدي غير فعال أو بطلان لأنه أغلى بكثير من النتروجليسرين ولم يثبت أنه ذا فائدة أكبر.

#### مدرات البول
عادة ما يرتبط قصور القلب بالحالة المفرطة في الحجم. لذلك، يجب معالجة أولئك الذين لديهم أدلة على الحمل السوائل الزائدة في البداية بمدرات البول عن طريق الوريد. في غياب أعراض انخفاض ضغط الدم غالباً ما يستخدم النتروجليسرين عن طريق الوريد بالإضافة إلى علاج مدر للبول لتحسين أعراض الاحتقان. 
يجب أن لا يزال يتم تقييم حالة وحدة التخزين بشكل كاف. يمكن لبعض مرضى قصور القلب على مدرات البول المزمنة الخضوع لإدرار البول المفرط في حالة الخلل الانبساطي دون الخلل الوظيفي الانقباضي، قد يساعد إنعاش السوائل، في الواقع، على تحسين الدورة الدموية عن طريق خفض معدل ضربات القلب، مما سيتيح للبطينين مزيدًا من الوقت للملء. حتى لو كان المريض مصابًا بوذمة، فقد يكون إنعاش السوائل هو الخط الأول من العلاج إذا كان ضغط دم الشخص منخفضًا. قد يكون لدى الشخص، في الواقع، كمية قليلة جدًا من السوائل في الأوعية الدموية، ولكن إذا كان انخفاض ضغط الدم ناتجًا عن صدمة قلبية، فقد تؤدي إدارة السوائل الإضافية إلى تفاقم فشل القلب وما يرتبط به من انخفاض في ضغط الدم. إذا كان حجم الدورة الدموية للشخص مناسبً وهناك أدلة مستمرة على عدم كفاية نضح العضو المنتهي، فقد يتم إعطاء أينوتروبات. في بعض الحالات، قد يكون جهاز مساعدة البطين الأيسر (LVAD) ضروريًا.
بمجرد استقرار الشخص، يمكن توجيه الانتباه إلى علاج الوذمة الرئوية لتحسين الأوكسجين. فوروسيميد عن طريق الوريد هو عادة الحل الأول. ومع ذلك، يمكن للأشخاص الذين يتبعون نظام مدر للبول منذ فترة طويلة أن يصبحوا قادرين علي التحمل، ويجب زيادة الجرعات تدريجياً. إذا كانت الجرعات العالية من فوروسيميد غير كافية، فقد تكون الجرعات أو الحقن المستمرة من البوميتانيد هي المفضلة. مدرات البول العروية هذه قد تكون مجتمعة مع مدرات البول الثيازيدية مثل الميتولازون الفمي أو الكلوروثيازيد الوريدي لتأثير متناغم. تُفضل المستحضرات الفسيولوجية في الوريد بسبب الامتصاص الأكثر قابلية للتنبؤ بسبب الوذمة المعوية، ومع ذلك، يمكن أن تكون المستحضرات الفموية أكثر فعالية من حيث التكلفة. 

#### الآخرين
مثبطات ACE و ARBs
لم تتم دراسة فعالية وسلامة مثبطات الإنزيم المحول للأنجيوتنسين وحاصرات مستقبلات أنجيوتنسين بشكل حاد في ADHF، ولكنها قد تكون ضارة. يجب تثبيت الشخص قبل بدء العلاج مع أي من هذه الفئات من الأدوية.  الأفراد الذين يعانون من فقر نضح الكلي معرضون بشكل خاص لضعف الكلى المتأصل في هذه الأدوية. 
حاصرات بيتا
يتم إيقاف حاصرات بيتا أو نقصانها في الأشخاص الذين يعانون من قصور قلبي حاد في ضغط الدم وانخفاض ضغط الدم. ومع ذلك، قد يكون استمرار حاصرات بيتا مناسبًا إذا كان ضغط الدم كافياً. 
عوامل التقلص العضلي
يشار التقلص العضلي إذا كان انخفاض ضغط الدم ( SBP <90 مم زئبق).
المواد الأفيونية
تستخدم المواد الأفيونية تقليديا في علاج الوذمة الرئوية الحادة الناتجة عن قصور القلب الحاد اللا تعويضي. ومع ذلك، فإن مراجعة 2006 وجدت أدلة قليلة تدعم هذه الممارسة. 

### تنفس
يمكن تطبيق ضغط مجرى الهواء الإيجابي المستمر باستخدام قناع الوجه ؛ وقد ثبت أن هذا يحسن الأعراض بسرعة أكبر من العلاج بالأكسجين وحده،  وقد ثبت أنه يقلل من خطر الوفاة.   فشل الجهاز التنفسي الحاد يتطلب علاج التنبيب الرغامي والتهوية الميكانيكية.

### الترشيح الفائق
يمكن استخدام الترشيح المستدق لإزالة السوائل لدى الأشخاص المصابين بالـ ADHF المرتبط بفشل كلوي. وقد وجدت الدراسات أنه يقلل من استخدام الرعاية الصحية في 90 يوما. 

### الجراحة
تتطلب بعض السيناريوهات استشارة طارئة مع جراحة القلب والصدر. قصور القلب بسبب قصور الأبهر الحاد هو حالة طوارئ جراحية مرتبطة بارتفاع معدل الوفيات لمرضاه. قد يحدث قصور القلب بعد تمزق أم الدموية البطينية. هذه يمكن أن تتشكل بعد قصور القلب. إذا تمزقت على الجدار الحر، فسوف يسبب اندحاسات القلب. إذا تمزق على الحاجز داخل البطين، يمكن أن يخلق عيب الحاجز البطيني. قد تتطلب الأسباب الأخرى للسدادات القلبية أيضًا تدخل جراحي، على الرغم من أن العلاج الناشئ في السرير قد يكون مناسبًا. يجب أيضًا تحديد ما إذا كان لدى المريض تاريخ من مرض القلب الخلقي الذي تم إصلاحه نظرًا لأنه غالبًا ما يكون لديه تشريح قلبي معقد باستخدام ترقيع اصطناعي ومقصات قد تؤدي إلى تلف، مما يؤدي إلى قصور القلب الحاد اللا تعويضي.
في بعض الحالات، يوصي الأطباء بإجراء عملية جراحية لعلاج المشكلة الأساسية التي أدت إلى قصور القلب.  تتوفر إجراءات مختلفة اعتمادًا على مستوى الضرورة وتشمل جراحة الشريان التاجي الالتفافية أو إصلاح صمام القلب أو استبداله أو زرع القلب. خلال هذه الإجراءات، قد يتم زرع أجهزة مثل مضخات القلب أو أجهزة تنظيم ضربات القلب أو مزيل الرجفان. يتغير علاج أمراض القلب بسرعة، وبالتالي يتم تقديم علاجات جديدة لعلاج قصور القلب الحاد لإنقاذ المزيد من الأرواح من هذه الهجمات الهائلة. 
يتم إجراء عملية مجازة عن طريق إزالة الوريد من الذراع أو الساق، أو شريان من الصدر واستبدال الشريان المسدود في القلب. هذا يسمح للدم بالتدفق بحرية أكبر عبر القلب. إصلاح الصمام هو المكان الذي يتم فيه تعديل الصمام الذي يسبب قصور القلب عن طريق إزالة أنسجة الصمام الزائدة التي تسبب إغلاقها بإحكام شديد. في بعض الحالات، تكون عملية الفصل ضرورية لاستبدال الحلقة حول الصمامات. إذا كان إصلاح الصمام غير ممكن، يتم استبداله بصمام القلب الاصطناعي. الخطوة الأخيرة هي استبدال القلب. عند وجود قصور حاد في القلب وعدم فعالية الأدوية أو غيرها من الإجراءات القلبية، يجب استبدال القلب المصاب.
إجراء شائع آخر يستخدم لعلاج مرضى قصور القلب هو رأب الأوعية الدموية. وهو إجراء يستخدم لتحسين أعراض مرض الفلب التاجي (CAD)، ويقلل من تلف عضلة القلب بعد نوبة قلبية، ويقلل من خطر الوفاة لدى بعض المرضى.  يتم تنفيذ هذا الإجراء عن طريق وضع بالون في القلب لفتح الشريان المحظور بتصلب الشرايين أو تراكم البلاك على جدران الشرايين. يمكن للأشخاص الذين يعانون من قصور القلب بسبب CAD أو الأزمة القلبية الأخيرة الاستفادة من هذا الإجراء.
جهاز تنظيم ضربات القلب هو جهاز صغير يوضع في الصدر أو البطن للمساعدة في التحكم في إيقاعات القلب غير الطبيعية.  وهي تعمل عن طريق إرسال نبضات كهربائية إلى القلب لحفزها على الخفقان بمعدل يعتبر طبيعيًا ويستخدم لعلاج المرضى الذين يعانون من عدم انتظام ضربات القلب. يمكن استخدامه لعلاج القلوب التي تصنف على أنها إما تسرع القلب الذي يدق بسرعة كبيرة، أو بطء القلب الذي ينبض ببطء شديد.